# Sainte-Croix (circonscription provinciale)
Pour les articles homonymes, voir Sainte-Croix.
Circonscription électorale Provinciale du Canada
Sainte-Croix ((en) Saint Croix) (anciennement Charlotte-Ouest ((en) Western Charlotte) et Charlotte-Campobello) est une circonscription électorale provinciale du Nouveau-Brunswick représentée à l'Assemblée législative depuis 1995.

## Géographie
La circonscription comprend :
- les villes de Saint-Stephen et Saint-Andrews ;
- le village de McAdam ;
- l'île Campobello.

## Liste des députés
| Législature                                                                                  | Années       | Député         | Député        | Parti                     |
| -------------------------------------------------------------------------------------------- | ------------ | -------------- | ------------- | ------------------------- |
| Charlotte-Ouest Circonscription issue de St. Stephen-Milltown et Charlotte-Ouest (1974-1995) |              |                |               |                           |
| 53e                                                                                          | 1995-1999    |                | Ann Breault   | Libéral                   |
| 54e                                                                                          | 1999-2003    |                | Tony Huntjens | Progressiste-conservateur |
| 55e                                                                                          | 2003-2006    |                | Tony Huntjens | Progressiste-conservateur |
| Charlotte-Campobello                                                                         |              |                |               |                           |
| 56e                                                                                          | 2006-2010    |                | Tony Huntjens | Progressiste-conservateur |
| 57e                                                                                          | 2010-2014    | Curtis Malloch |               | Progressiste-conservateur |
| 58e                                                                                          | 2014-2016    |                | John Ames     | Libéral                   |
| Sainte-Croix                                                                                 |              |                |               |                           |
| 58e                                                                                          | 2016-2018    |                | John Ames     | Libéral                   |
| 59e                                                                                          | 2018-2019    |                | Greg Thompson | Progressiste-conservateur |
| 60e                                                                                          | 2020-2024    | Kathy Bockus   |               | Progressiste-conservateur |
| 61e                                                                                          | 2024-présent | Kathy Bockus   |               | Progressiste-conservateur |